# مکالمات افلاطون
افلاطون آثارش را به صورت محاوره و گفتگو تنظیم کرده‌است. در بسیاری موارد افکار افلاطون از زبان سقراط بیان می‌شوند؛ اما این مسئله عمومیت ندارد. به نظر دورانت، یکی از مهم‌ترین عواملی که فهم آثار افلاطون را دشوار می‌کند، آمیزش شورانگیز شعر و فلسفه و دانش و هنر است. خواننده همیشه نمی‌تواند بگوید که کدام بازیگر از قول افلاطون سخن می‌گوید و آیا آنچه می‌گوید حقیقت است یا مجاز؛ شوخی است یا جدّی.
جمهور، ضیافت، پروتاگوراس و گرگیاس در زمرهٔ مهم‌ترین مکالمات افلاطون هستند.

## اصالت
کاپلستون دربارهٔ اصالت مکالمات افلاطون می‌نویسد:
- شش مکالمه به‌طور کلّی رد شده‌اند و جعلی بودنشان محرز است: الکیبیادس دوم، هیپارخوس،  رقباء، تئاگس، کلیتوفون، مینوس.
- اصالت شش مکالمه محلّ بحث و گفتگوست: الکیبیادس اوّل، ایون، منکسنوس، هیپیاس بزرگ، اپینومیس، نامه‌ها.
- بیست و چهار مکالمهٔ دیگر معتبرند.[۲]

## تقسیم‌بندی
در تقسیم‌بندی زیر، شش مکالمهٔ جعلی ذکر نشده‌اند؛ امّا از میان مکالمات مشکوک، فقط آلکیبیادس اوّل ذکر نشده‌است.

### آثار دورهٔ سقراطی
در این دوره افلاطون هنوز تحت تأثیر ضرورت عقلانی سقراطی است. اغلب محاورات بدون نتیجه‌ای قطعی که به دست آمده باشد پایان می‌یابند؛ و این خصوصیتِ «نمی‌دانمِ» سقراطی است.
۱. خطابهٔ دفاعیه(Apology). دفاع سقراط در محاکمه اش.
۲. کریتون (اقریطون)(Crito) سقراط همچون شهروند نیکی نمایش داده شده‌است که، علی‌رغم محکومیت غیرعادلانه اش، حاضر است در راه اطاعت از قوانین کشور از حیات خود صرف نظر کند. کریتون و دیگران فرار از زندان را به او پیشنهاد کردند، و برای این کار پول فراهم ساختند؛ امّا سقراط اعلام می‌کند که می‌خواهد در اصول خود ثابت قدم و استوار بماند.
۳. اوتیفرون(Euthphron). سقراط در انتظار محاکمهٔ خود به اتهام بی‌دینی است. دربارهٔ ماهیّت دینداری. این پژوهش بدون نتیجه پایان می‌پذیرد.
۴. لاخس(Laches). دربارهٔ شجاعت. بی‌نتیجه.
۵. ایون(Ion). بر ضدّ شاعران و شعر خوانان دوره گرد.
۶. پروتاگوراس(Protagoras). فضیلت، معرفت است و می‌توان آموخت.
۷. خارمیدس(Charmides). دربارهٔ اعتدال. بی‌نتیجه.
۸. لوسیس. دربارهٔ دوستی. بی‌نتیجه.
۹. جمهوری(Republic). کتاب اوّل: دربارهٔ عدالت.

### آثار دورهٔ انتقال
افلاطون راه خود را به عقاید خاصّ خویشتن می‌یابد.
۱۰. گرگیاس(Gorgias). سیاستمدار عملی، یا حقوق قویتر در مقابل فیلسوف، یا عدالت به هر قیمت.
۱۱. منون(Meno). آموختنی بودن فضیلت با توجّه به نظریهٔ مثالی تصحیح شده‌است.
۱۲. اوتودِموس(Euthydemus). در مخالفت با مغالطات منطقی سوفسطائیان متأخّر.
۱۳. هیپیاس اوّل(Hippias I). دربارهٔ زیبا.
۱۴. هیپیاس دوّم (Hippias II). آیا ارتکاب خطا عمداً و با اراده بهتر است یا بی‌اراده و غیرعمدی؟
۱۵. کراتولُس(Cratylus). دربارهٔ نظریهٔ زبان.
۱۶. مِنِکسِنوس(Menexenus). تقلیدی دربارهٔ سخنوری.

### آثار دورهٔ کمال
افلاطون صاحب افکار و اندیشه‌های خاصّ خود است.
۱۷. ضیافت (بزم)(Symposium). تمام زیبایی زمینی سایه‌ای از زیبایی حقیقی است، که اِرُس (اله عشق) به نفس الهام می‌کند.
۱۸. فایدون(Phaedo). مُثُل و فناناپذیری.
۱۹. جمهوری(Republic). مدینه. دوگانه انگاری (ثنویّت) قویّاً مورد تأکید قرار می‌گیرد، یعنی دوگانگی ما بعد الطِبیعی.
۲۰. فدروس(Phaedrus). ماهیّت عشق: امکان خطابهٔ فلسفی. سه جزئی بودن نفس، چنان‌که در جمهوری.

### آثار دورهٔ سالخوردگی
۲۱. تئای تتوس(Theaetetus). (ممکن است که آخرین قسمت آن بعد از پارمنیدس تصنیف شده باشد) معرفت ادراک حسی یا حکم درست نیست.
۲۲. پارمنیدس(Parmenides). دفاع از نظریهٔ مثالی در مقابل انتقاد.
۲۳. سوفسطائی(Sophistes). نظریهٔ مُثل دوباره بررسی شده‌است.
۲۴. دولتمرد(Politicus). حاکم راستین حکیم و دولت قانونی چارهٔ کار است.
۲۵. فیلبوس(Philebus). رابطهٔ لذّت با خیر.
۲۶. تیمائوس(Timaeus). علم طبیعی. صانع (دمیورژ)(Demiurge) ظاهر می‌شود.
۲۷. کریتیاس(Critias). مدینهٔ فاضلهٔ کشاورزی در تقابل با قدرت دریایی امپراطوری، «آتلانتیس».
۲۸. قوانین(Laws) و اپینومیس(Epinomis). افلاطون به زندگی واقعی تمکین می‌کند، آرمان مدینهٔ فاضلهٔ جمهوری را تغییر می‌دهد.
۲۹. نامه‌های ۷و۸ باید بعد از مرگ دیون در سال ۳۵۳ نوشته شده باشند.

## درباره
دورانت مکالمات افلاطون را «از گرانبهاترین گنجینه‌های جهان» می‌داند.
امرسن می‌گوید: «افلاطون مساوی است با فلسفه و فلسفه مساوی است با افلاطون». راسل می‌نویسد: «چه بسا که خواننده‌ای مانند خود من با آنچه افلاطون می‌گوید مخالف باشد، ولی مسلّما از خواندن آن بی‌اختیار تکان می‌خورد.»